# Алісія Сільверстоун
Алі́сія Сільверсто́ун (англ. Alicia Silverstone; нар. 4 жовтня 1976 року, Сан-Франциско, Каліфорнія, США) — американська акторка й екозахисниця, колишня фотомодель. Номінантка на премію «Золотий глобус» 2004 року.

## Біографія
Народилася 4 жовтня 1976 в сім'ї єврея та шотландки. Батько Сільверстоун — уродженець Східного Лондона, мати народилася в Шотландії, перейшла в юдаїзм перед вступом у шлюб з батьком Сільверстоун. Алісія — наймолодша з трьох дітей. Вона також має зведену сестру, лондонську рок-співачку Кезі Сільверстоун, і зведеного брата, Девіда Сільверстоуна, обох від попереднього шлюбу батька.
Була вихована в школі Сан-Матео, в Каліфорнії. У 6 років почала працювати моделлю, поєднуючи модельний бізнес з навчанням. Згодом її стали запрошувати в різні телевізійні комерційні передачі, першою з яких став проєкт «Піца Доміно». Починаюча модель отримала звання «Дівчинка мрія» в американському ТБ-серіалі «Чудо Роки» (The Wonder Years).

## Кар'єра
Виконала свою першу зоряну роль у 1993 році у фільмі «Захоплення», граючи дівчину-підлітка — Едріан Форрестер. За цю роль Алісія Сільверстоун отримала два призи в 1994 році на 1994 MTV Movie Awards: «Найкраща лиходійка» і «Відкриття року».
На початку своєї кар'єри кіноакторки і раніше продовжувала брати участь у відеокліпах гурту «Aerosmith», чим займалась раніше. в результаті з'явилася в трьох кліпах гурту — «Cryin'», «Crazy» та «Amazing» (так звана «Трилогія Cryamazy»). Ці пісні були надзвичайно успішні і зробили її ім'я відомим. За актрисою на деякий час навіть закріпилося прізвисько «Дівчинка з Аеросміт». Під час цього періоду пропонували роль Валері Малоун у відомому американському серіалі — «Беверлі Хіллз 90210» (Beverly Hills, 90210). Але відмовилася від ролі, внаслідок чого роль була передана акторці Тіфані Тісен.
Друга зоряна роль Сільверстоун — роль Шер Хоровіц у фільмі «Нетямущі». Фільм став хітом влітку 1995 року. Робота Сільверстоун віталася критикою, і акторка була відзначена як найкраща представниця молодого покоління. У результаті вона підписала контракт з кінокомпанією Columbia Pictures-TriStar, вартістю $ 10 мільйонів. Сільверстоун стала володаркою нагород за «Найкращу Жіночу Роботу» і винагорода «Найбажаніша жінка», вручена MTV Movie Awards в 1996 році за її роботу у фільмі «Нетямущі».
Наступна роль Сільверстоун — роль Дівчини-Кажана (BatGirl) у фільмі 1997 року — «Бетмен і Робін». Актрису критикували бульварні ЗМІ, здебільшого через збільшення у вазі Сільверстоун. Одночасно з фільмом про Бетмена, їй відмовили в головній ролі у фільмі 1994 року — «Мій батько, мій герой», з посиланням на велику вагу актриси для ролі головної героїні. Роль зрештою перейшла до Кетрін Гейґл. За роль Дівчини-кажана Сільверстоун отримала антипремію «Золота малина» як найгірша актриса другого плану.
Новий фільм за участю Сільверстоун — «Громобій», вийшов у Великій Британії влітку 2006 року, і в Північній Америці 13 жовтня 2006 року. Сільверстоун зіграла роль влітку 2005 року, через кілька днів після свого весілля. Вона погодилася на цю роль через можливість працювати з Юеном Мак-Грегором і Софі Оконедо, якими, як казала Сільверстоун, вона захоплюється. Сільверстоун навчалася бойових прийомів з військовим експертом мистецтв — Донні Еном, для виконання сцен боротьби у фільмі «Громобій».
У жовтні 2006 року, було оголошено, що Сільверстоун гратиме головну роль в телевізійному шоу «Свічки на Бей Стріт», заснованої на книзі Кеті Пеллетір, також відомої під псевдонімом К. С. Мікіннон. Сільверстоун буде відігравати головну роль разом з акторами Еіоном Беллі, Поллі Бердженом і Джеймсом Ребхорном. Головний режисер фільму — Джон Ерман. Знімання фільму почали 26 липня поблизу від затоки Махон, в Новій Шотландії.

## Особисте життя
11 червня 2005 року Сільверстоун одружилася з давнім другом Крістофером Джарекі, соліста гурту S.T.U.N, з яким жила 8 років до того. Церемонія відбулася на озері Тахо. 5 травня 2011 року Алісія народила сина Беар Блю Джарекі. 25 травня 2018 року вона подала на розлучення.
Сільверстоун є веганкою та відома активною участю в захисті прав тварин. 2004 року, організація РЕТА визнала її «найсексуальнішою вегетаріанкою».

## Фільмографія
| Рік       |    | Українська назва                   | Оригінальна назва                   | Роль                                            |
| --------- | -- | ---------------------------------- | ----------------------------------- | ----------------------------------------------- |
| 2025      | ф  | Бугонія                            | Bugonia                             |                                                 |
| 2023      | ф  | Рептилія                           | Reptile                             | Джуді Ніколс                                    |
| 2022      | ф  | Випускний рік                      | Senior Year                         | Діана                                           |
| 2022      | ф  |                                    | The Requin                          | Джейлін                                         |
| 2022      | ф  | Крик                               | Scream                              | Татум                                           |
| 2021      | ф  | Останні, що вижили                 | Last Survivors                      | Генріетта                                       |
| 2021      | с  |                                    | Masters of the Universe: Revelation | Королева Марлена                                |
| 2020      | ф  |                                    | Sister of the Groom                 | Одрі                                            |
| 2020      | с  | Клуб няньок                        | The Baby-Sitters Club               | Елізабет Томас-Брюер (6 епізодів)               |
| 2020      | ф  |                                    | Valley Girl                         | Старша Джулі                                    |
| 2020      | ф  |                                    | Bad Therapy                         | Сьюзан Говард                                   |
| 2019      | с  |                                    | Bajillion Dollar Propertie$         | Аннабель Шеллі (1 епізод)                       |
| 2019      | кф |                                    | In the Time It Takes to Get There   | Еліза                                           |
| 2019      | ф  | Сторожка                           | The Lodge                           | Лора Голл                                       |
| 2012      | с  | Ліпсінк Батл                       | Lip Sync Battle                     | -)                                              |
| 2018      | с  |                                    | American Woman                      | Бонні Нолан (11 епізодів)                       |
| 2018      | ф  | Клуб «50 відтінків сірого»         | Book Club                           | Джилл                                           |
| 2017      | ф  |                                    | The Tribes of Palos Verdes          | Ава (Ейва)                                      |
| 2017      | ф  | Убивство священного оленя          | The Killing of a Sacred Deer        | Мати Мартіна                                    |
| 2017      | ф  | Щоденник слабака 4: Довга дорога   | Diary of a Wimpy Kid: The Long Haul | Сьзан Геффлі                                    |
| 2017      | с  |                                    | Jeff & Some Aliens                  | Елісон / Деніз / Скарлет (3 епізоди)            |
| 2016      | ф  | Розлучення з хвостом               | Who Gets the Dog?                   | Олів Ґрін                                       |
| 2016      | ф  | Жіноча бійка                       | Catfight                            | Ліза                                            |
| 2016      | ф  | Королівська кобра                  | King Cobra                          | Дженетт                                         |
| 2016      | ф  |                                    | Angels in Stardust                  | Теммі                                           |
| 2015      | с  |                                    | Making a Scene with James Franco    | Дженет / Марсі Д'Арсі / Шарлотта (3 епізоди)    |
| 2015      | мф | Чарівне королівство Лускунчика     | The Nutcracker Sweet                | Марі (голос)                                    |
| 2014      | тф |                                    | HR                                  | Еллен Белл                                      |
| 2014      | мф | Переполох у джунглях               | Jungle Shuffle                      | Сача (голос)                                    |
| 2014      | ф  | Білка і Стрілка: Пригоди на Місяці | Белка и Стрелка: Лунные приключения | Білка (голос в англійській озвучці)             |
| 2013      | ф  |                                    | Gods Behaving Badly                 | Кейт                                            |
| 2013      | ф  | Дуринди                            | Ass Backwards                       | Лорель                                          |
| 2012      | ф  | Вампірки                           | Vamps                               | Ґуді                                            |
| 2012      | с  | Передмістя                         | Suburgatory                         | Іден (4 епізоди)                                |
| 2011      | ф  | Як по маслу                        | Butter                              | Джилл Еммет                                     |
| 2011      | с  |                                    | Childrens Hospital                  | Келлі (1 епізод)                                |
| 2011      | ф  | Домашня робота                     | The Art of Getting By               | панна Герман                                    |
| 2009      | кф |                                    | My Mother's Red Hat                 |                                                 |
| 2008      | тф |                                    | Bad Mother's Handbook               | Карен                                           |
| 2008      | ф  | Грім у тропіках                    | Tropic Thunder                      | Алісія Сільверстоун (на церемонії нагородження) |
| 2007      | с  |                                    | The Singles Table                   | Джорджія (5 епізодів)                           |
| 2006      | тф |                                    | Pink Collar                         | Гайден Флінн                                    |
| 2006      | тф |                                    | Candles on Bay Street               | Ді Ді                                           |
| 2006      | ф  | Громобій                           | Stormbreaker                        | Джек Старбрайт                                  |
| 2005      | тф |                                    | Queen B                             | Бі (Беатріс)                                    |
| 2005      | ф  |                                    | Silence Becomes You                 | Вайолет                                         |
| 2005      | ф  | Салон краси                        | Beauty Shop                         | Лінн                                            |
| 2004      | ф  | Скубі-Ду 2: Монстри на волі        | Scooby-Doo 2: Monsters Unleashed    | Гезер                                           |
| 2004      | вг |                                    | Scooby Doo 2: Monsters Unleashed    | Heather (голос)                                 |
| 2003      | с  |                                    | Miss Match                          | Кейт Фокс (18 епізодів)                         |
| 2001—2003 | с  |                                    | Braceface                           | Шерон Спитц (голос, 54 епізоди)                 |
| 2003      | ф  | Вшкварені / Лихачі                 | Scorched                            | Шейла Райло                                     |
| 2002      | ф  | Суцільна нісенітниця               | Global Heresy                       | Нет (Наталі Бівен)                              |
| 2000      | ф  |                                    | Love's Labour's Lost                | Принцеса                                        |
| 1999      | ф  | Вибух з минулого                   | Blast from the Past                 | Єва (Ів)                                        |
| 1997      | ф  | Зайвий багаж                       | Excess Baggage                      | Емілі                                           |
| 1997      | ф  | Бетмен і Робін                     | Batman & Robin                      | Бетдівчина / Барбара Вілсон                     |
| 1995      | ф  | Доглядальниця / Прихожа нянька     | The Babysitter                      | Дженіфер                                        |
| 1995      | в  |                                    | True Crime                          | Мері Джьордано                                  |
| 1995      | ф  | Безголові                          | Clueless                            | Шер                                             |
| 1995      | ф  |                                    | Hideaway                            | Реджина                                         |
| 1995      | ф  |                                    | Le nouveau monde                    | Труді Ведд                                      |
| 1994      | тф |                                    | Cool and the Crazy                  | Рослін                                          |
| 1994      | с  |                                    | Rebel Highway                       | Рослін (1 епізод)                               |
| 1993      | тф |                                    | Scattered Dreams                    | Філліс Мессенджер                               |
| 1993      | тф |                                    | Torch Song                          | Дельфін                                         |
| 1993      | ф  | Захоплення                         | The Crush                           | Едріан / Дарьян Форрестер                       |
| 1992      | с  |                                    | The Wonder Years                    | Джессіка (1 епізод)                             |

### Музичні відео
| Рік  | Назва                          | Виконавець   | Роль               |
| ---- | ------------------------------ | ------------ | ------------------ |
| 2011 | Fight for Your Right Revisited | Beastie Boys | Власниця кафе      |
| 2009 | Her Diamonds                   | Роб Томас    | Заморожена дівчина |
| 1994 | Big Ones You Can Look At       | Aerosmith    | Дівчина-підліток   |
| 1994 | Crazy                          | Aerosmith    | Школярка           |
| 1993 | Amazing                        | Aerosmith    | Дівчина-підліток   |
| 1993 | Cryin'                         | Aerosmith    | Дівчина-підліток   |

Також знімалася в телевізійний шоу та фільмах, грала в театрах.

## Нагороди і номінації
Станом на  06.10.2020
| Рік  | Нагорода                        | Організація                             | Категорія                                                                 | Робота                                       | Примітки                                       | Результат |
| ---- | ------------------------------- | --------------------------------------- | ------------------------------------------------------------------------- | -------------------------------------------- | ---------------------------------------------- | --------- |
| 2005 | Stinker Award                   | The Stinkers Bad Movie Awards           | Worst Supporting Actress                                                  | Beauty Shop (2005)                           |                                                | Номінація |
| 2005 | Stinker Award                   | The Stinkers Bad Movie Awards           | Most Annoying Fake Accent: Female                                         | Beauty Shop (2005)                           |                                                | Номінація |
| 2004 | Golden Globe                    | Golden Globes, USA                      | Best Performance by an Actress in a Television Series — Comedy or Musical | Miss Match (2003)                            |                                                | Номінація |
| 2004 | Genesis Award                   | Genesis Awards                          | Children's TV Series                                                      | Braceface (2001)                             | Shared with Melissa Clark (executive producer) | Перемога  |
| 2004 | Golden Satellite Award          | Satellite Awards                        | Best Actress in a Series, Comedy or Musical                               | Miss Match (2003)                            |                                                | Номінація |
| 2004 | Young Hollywood Award           | Young Hollywood Awards                  | Hottest Coolest Young Veteran                                             |                                              |                                                | Перемога  |
| 2002 | Daytime Emmy                    | Daytime Emmy Awards                     | Outstanding Performer in an Animated Program                              | Braceface (2001)                             | For playing «Sharon Spitz»                     | Номінація |
| 2000 | Stinker Award                   | The Stinkers Bad Movie Awards           | Worst Supporting Actress                                                  | Love's Labour's Lost (2000)                  |                                                | Перемога  |
| 1998 | Blockbuster Entertainment Award | Blockbuster Entertainment Awards        | Favorite Supporting Actress — Sci-Fi                                      | Batman & Robin (1997)                        |                                                | Номінація |
| 1998 | Blimp Award                     | Kids' Choice Awards, USA                | Favorite Movie Actress                                                    | Batman & Robin (1997)                        |                                                | Перемога  |
| 1998 | Razzie Award                    | Razzie Awards                           | Worst Supporting Actress                                                  | Batman & Robin (1997)                        |                                                | Перемога  |
| 1998 | Razzie Award                    | Razzie Awards                           | Worst Actress                                                             | Excess Baggage (1997)                        |                                                | Номінація |
| 1998 | Yoga Award                      | Yoga Awards                             | Worst Foreign Actress                                                     | Excess Baggage (1997), Batman & Robin (1997) |                                                | Перемога  |
| 1997 | Stinker Award                   | The Stinkers Bad Movie Awards           | Worst Actress                                                             | Excess Baggage (1997)                        |                                                | Перемога  |
| 1997 | Stinker Award                   | The Stinkers Bad Movie Awards           | Worst Supporting Actress                                                  | Batman & Robin (1997)                        |                                                | Перемога  |
| 1997 | Stinker Award                   | The Stinkers Bad Movie Awards           | Worst On-Screen Couple                                                    | Excess Baggage (1997)                        | Shared with Benicio Del Toro                   | Номінація |
| 1996 | American Comedy Award           | American Comedy Awards, USA             | Funniest Actress in a Motion Picture (Leading Role)                       | Clueless (1995)                              |                                                | Перемога  |
| 1996 | Blockbuster Entertainment Award | Blockbuster Entertainment Awards        | Favorite Female Newcomer                                                  | Clueless (1995)                              |                                                | Перемога  |
| 1996 | CFCA Award                      | Chicago Film Critics Association Awards | Most Promising Actress                                                    | Clueless (1995)                              |                                                | Номінація |
| 1996 | Blimp Award                     | Kids' Choice Awards, USA                | Favorite Movie Actress                                                    | Clueless (1995)                              |                                                | Номінація |
| 1996 | MTV Movie Award                 | MTV Movie + TV Awards                   | Best Female Performance                                                   | Clueless (1995)                              |                                                | Перемога  |
| 1996 | MTV Movie Award                 | MTV Movie + TV Awards                   | Most Desirable Female                                                     | Clueless (1995)                              |                                                | Перемога  |
| 1996 | MTV Movie Award                 | MTV Movie + TV Awards                   | Best Comedic Performance                                                  | Clueless (1995)                              |                                                | Номінація |
| 1996 | Young Artist Award              | Young Artist Awards                     | Best Young Leading Actress — Feature Film                                 | Clueless (1995)                              |                                                | Номінація |
| 1995 | Bravo Otto Germany              | Bravo Otto                              | Best Actress (Schauspielerin)                                             |                                              |                                                | Номінація |
| 1995 | NBR Award                       | National Board of Review, USA           | Best Breakthrough Performer                                               | Clueless (1995)                              |                                                | Перемога  |
| 1994 | MTV Movie Award                 | MTV Movie + TV Awards                   | Best Breakthrough Performance                                             | The Crush (1993)                             |                                                | Перемога  |
| 1994 | MTV Movie Award                 | MTV Movie + TV Awards                   | Best Villain                                                              | The Crush (1993)                             |                                                | Перемога  |
| 1994 | MTV Movie Award                 | MTV Movie + TV Awards                   | Most Desirable Female                                                     | The Crush (1993)                             |                                                | Номінація |
| 1994 | Young Artist Award              | Young Artist Awards                     | Best Youth Actress Leading Role in a Motion Picture Drama                 | The Crush (1993)                             |                                                | Номінація |
| 1993 | Chainsaw Award                  | Fangoria Chainsaw Awards                | Best Actress                                                              | The Crush (1993)                             |                                                | Номінація |